# Condado de Logan (Kentucky)
O Condado de Logan é um dos 120 condados do estado americano de Kentucky. A sede do condado é Russellville, e sua maior cidade é Russellville. O condado possui uma área de 1 443 km² (dos quais 4 km² estão cobertos por água), uma população de 26 573 habitantes, e uma densidade populacional de 18 hab/km² (segundo o censo nacional de 2000). O condado foi fundado em 1792.